# Johan Jokinen
Johan Daniel Valentiner Jokinen (ur. 20 czerwca 1990 w Kopenhadze) – duński kierowca wyścigowy.

## Kariera

### Formuła Ford
Johan karierę rozpoczął w roku 2000 od startów w kartingu. W 2007 roku zadebiutował w serii wyścigów samochodów jednomiejscowych – Formule Ford. W jej duńskim odpowiedniku sięgnął po tytuł wicemistrzowski, po zwyciężeniu w pięciu wyścigach, natomiast w pucharze juniorskim okazał się najlepszy. W szwedzkiej edycji, a także w Festiwalu Formuły Ford i Pucharze NEZ, uplasował się odpowiednio na 17. i 15. miejscu.

### Formuła Renault
W roku 2007 zadebiutował w północnoeuropejskim Pucharze Formuły Renault. Wystąpiwszy w sześciu wyścigach, uzyskał trzynaście punktów, dzięki którym znalazł się na 41. lokacie w końcowej klasyfikacji.
W kolejnym sezonie Duńczyk był już etatowym zawodnikiem tej serii. Johan czterokrotnie stanął na podium, a podczas zmagań na niemieckim torze w Oschersleben, zwyciężył w drugim wyścigu, po starcie z pole position. Zdobyte punkty sklasyfikowały go na 5. miejscu. Jokinen wziął udział również w czterech wyścigach europejskiego cyklu (w Portugalii oraz Hiszpanii), jednakże bez sukcesu.
W 2009 roku ponownie wystartował w dwóch rundach (ponownie w Hiszpanii oraz w Belgii). Jedyne punkty uzyskał w inauguracyjnym starcie, gdzie zajął czwartą lokatę. Osiem punktów pozwoliło mu zająć 20. pozycję w klasyfikacji generalnej. W międzyczasie zaliczył również udział w duńskim Pucharze Peugeot Spider. Dzięki zdobytym punktom zmagania zakończył na wysokiej 9. lokacie.
W roku 2011 zaliczył udział w ostatniej rundzie w kalendarzu, na włoskim torze Monza. Dwukrotnie znalazł się w czołowej ósemce, a w końcowej klasyfikacji uplasował się na 28. pozycji. W sezonie 2012 Johan powrócił do serii.

### Formuła 3
W roku 2009 Jokinen awansował do Formuły 3 Euroseries. Reprezentując debiutującą w serii ekipę Colina Kolles’a, Duńczyk nie zdołał jednak zdobyć ani jednego punktu, najlepszą lokatę odnotowując w drugim starcie, w Dijon-Prenois, gdzie był dziewiąty.
W 2011 roku wziął udział w dwóch inauguracyjnych rundach serii European F3 Open. Reprezentując hiszpańską stajnię Cedars, dwukrotnie stanął na najwyższym stopniu podium i plasował się w czołowej trójce klasyfikacji generalnej. Ostatecznie zmagania zakończył na 10. miejscu, co także należy uznać za sukces, ze względu na absencję w pozostałych wyścigach.

### Formuła 2
W sezonie 2010 Duńczyk zaangażował się w Formułę 2. Johan wystartował jednak w zaledwie trzech rundach, po czym opuścił serię. Dwukrotnie dojechał do mety, plasując się na najniższym stopniu podium (na brytyjskim torze Silverstone) oraz siódmej pozycji (na torze Monza, gdzie uzyskał również najszybsze okrążenie). Uzyskane punkty uplasowały go na 17. miejscu.

## Statystyki
| Sezon | Seria                                         | Zespół               | Wyścigi | Zwycięstwa | PP | NO | Podium | Punkty | Pozycja |
| ----- | --------------------------------------------- | -------------------- | ------- | ---------- | -- | -- | ------ | ------ | ------- |
| 2007  | Duńska Formuła Ford                           | Egebart Motorsport   | 12      | 5          | 1  | 5  | 8      | 250    | 2       |
| 2007  | Północnoeuropejski Puchar Formuły Renault 2.0 | KEO Racing           | 6       | 0          | 0  | 0  | 0      | 13     | 41      |
| 2007  | Formuła Ford NEZ                              |                      | 4       | 0          | 0  | 0  | 2      | 42     | 7       |
| 2007  | Festiwal Formuły Ford (klasa Duratec)         |                      | 1       | 0          | 0  | 0  | 0      | N/A    | 17      |
| 2007  | Juniorski Puchar Danii Formuły Ford           | Egebart Motorsport   |         |            |    |    |        | 111    | 1       |
| 2007  | Formula Ford Zetec Sweden                     |                      |         |            |    |    |        | 18     | 15      |
| 2008  | Europejska Formuła Renault                    | iQuick               | 4       | 0          | 0  | 0  | 0      | 0      | 39      |
| 2008  | Północnoeuropejski Puchar Formuły Renault 2.0 | Motopark Academy     | 16      | 1          | 1  | 2  | 4      | 225    | 5       |
| 2009  | Formuła 3 Euroseries                          | Kolles & Heinz Union | 17      | 0          | 0  | 0  | 0      | 0      | 24      |
| 2009  | Europejska Formuła Renault                    | iQuick Valencia      | 4       | 0          | 0  | 0  | 0      | 8      | 20      |
| 2009  | Duński Puchar Peugeot Spider                  |                      | 2       | 0          | 0  | 0  | 0      | 28     | 9       |
| 2010  | Formuła 2                                     | MotorSport Vision    | 6       | 0          | 0  | 1  | 1      | 21     | 17      |
| 2011  | European F3 Open                              | Cedars               | 4       | 2          | 0  | 0  | 2      | 36     | 10      |
| 2011  | Północnoeuropejski Puchar Formuły Renault 2.0 | Cedars               | 3       | 0          | 0  | 0  | 2      | 34     | 28      |
| 2012  | Europejski Puchar Formuły Renault 2.0         | Manor MP Motorsport  | 4       | 0          | 0  | 0  | 0      | 0      | 35      |